# مونتیری
مونتیری (به ایتالیایی: Montieri) یک کومونه در ایتالیا است که در استان گروستو واقع شده‌است.

## خصوصیات
مونتیری ۱۰۸٫۵ کیلومترمربع مساحت و ۱٬۲۴۵ نفر جمعیت دارد و ۷۰۴ متر بالاتر از سطح دریا واقع شده‌است.